# جوریس ماروو
جوریس ماروو (انگلیسی: Joris Marveaux؛ زادهٔ ۱۵ اوت ۱۹۸۲) بازیکن فوتبال اهل فرانسه است.
از باشگاه‌هایی که در آن بازی کرده‌است می‌توان به باشگاه فوتبال کلرمون فوت، باشگاه ورزشی مون‌پلیه، و باشگاه فوتبال لوریان اشاره کرد.
وی همچنین در تیم ملی فوتبال مارتینیک بازی کرده‌است.